# Карл Виман
Карл Едвин Виман (енгл. Carl Edwin Wieman; Ковалис, 26. март 1951) је амерички физичар, који је 2001. године, заједно са Ериком Корнелом и Волфгангом Кетерлеом, добио Нобелову награду за физику „за постизање Бозе-Ајнштајнове кондензације у разређеним гасовима алкалних атома, и за рана фундаментална истраживања особина кондензата”.